# Никола Катич
Никола Катич (хорв. Nikola Katić; нар. 10 жовтня 1996, Любушки) — боснійський футболіст, захисник швейцарського клубу «Цюрих» та національної збірної Боснії і Герцеговини.

## Клубна кар'єра
Вихованець клубів «Столац» і «Неретванац Опузен». У 2014 році він дебютував за основний склад у третій лізі Хорватії.
На початку 2016 року Нікола перейшов в «Славен Белупо». 21 квітня в матчі проти «Осієка» він дебютував у вищому дивізіоні Хорватії. 7 травня 2017 року в поєдинку проти клубу «Істра 1961» Катич забив свій перший гол за «Славен Белупо». З сезону 2016/17 став основним гравцем команди і загалом провів у її складі 64 матчі у вищому дивізіону країни.
У червні 2018 року перейшов у шотландський «Рейнджерс», підписавши з командою чотирирічний контракт. 5 серпня в матчі проти «Абердина» він дебютував у шотландській Прем'єр-лізі. Станом на 12 травня 2019 року відіграв за команду з Глазго 18 матчів в національному чемпіонаті.

## Виступи за збірні
Протягом 2017—2019 років залучався до складу молодіжної збірної Хорватії, у її складі поїхав на молодіжний чемпіонат Європи 2019 року в Італії. На молодіжному рівні зіграв в одному офіційному матчі.
28 травня 2017 року дебютував в офіційних іграх у складі національної збірної Хорватії в товариському матчі проти збірної Мексики.
У травні 2024 року Катич отримав громадянство Боснії і Герцеговини. І 3 червня у товариському матчі проти команди Англії Катич дебютував у складі національної Боснії і Герцеговини.
| Дата      | Місто        | Господарі | Результат | Гості    | Турнір           | Голи | Примітки |
| --------- | ------------ | --------- | --------- | -------- | ---------------- | ---- | -------- |
| 27-5-2016 | Лос-Анджелес | Мексика   | 1 – 2     | Хорватія | товариський матч | -    | 83'      |
| Усього    |              | Матчів    | 1         |          | Голів            | 0    |          |

## Титули і досягнення
- Чемпіон Шотландії (1):

«Рейнджерс»: 2020-21
- Володар Кубка Хорватії (1):

«Хайдук»: 2021-22